# گوستاو تونی
گوستاو تونی (ایتالیایی: Gustav Thöni؛ زادهٔ ۲۸ فوریهٔ ۱۹۵۱) اسکی‌باز آلپاین اهل کشور ایتالیا بود.